# بينوا لوروا
بينوا لوروا (بالفرنسية: Benoît Leroy)‏ (28 يوليو 1982 فرنسا - ) هو لاعب كرة قدم فرنسي يلعب كلاعب وسط.

## روابط خارجية
- بينوا لوروا على موقع رابطة كرة القدم الفرنسية للمحترفين (الإنجليزية)
- بينوا لوروا على موقع قاعدة بيانات كرة القدم.إي يو (الإنجليزية)
- بينوا لوروا على موقع Soccerway.com (الإنجليزية)